# قورباغه غول‌پیکر
قورباغه غول‌پیکر (نام علمی: Ranoidea australis) که به عنوان قورباغه جهنده شمالی یا قورباغه گرد نیز شناخته می‌شود، گونه‌ای از قورباغه‌های نقب‌زن بومی استرالیا است. از غرب کوئینزلند تا شمال غرب استرالیا یافت می‌شود.